# Rafał Taubenschlag
Rafał Taubenschlag, né le 8 mai 1881 à Przemyśl en Pologne et mort le 25 juin 1958 à Varsovie, est un historien du droit polonais, spécialiste en droit romain et en papyrologie.